# Cashel (Condado de Galway)

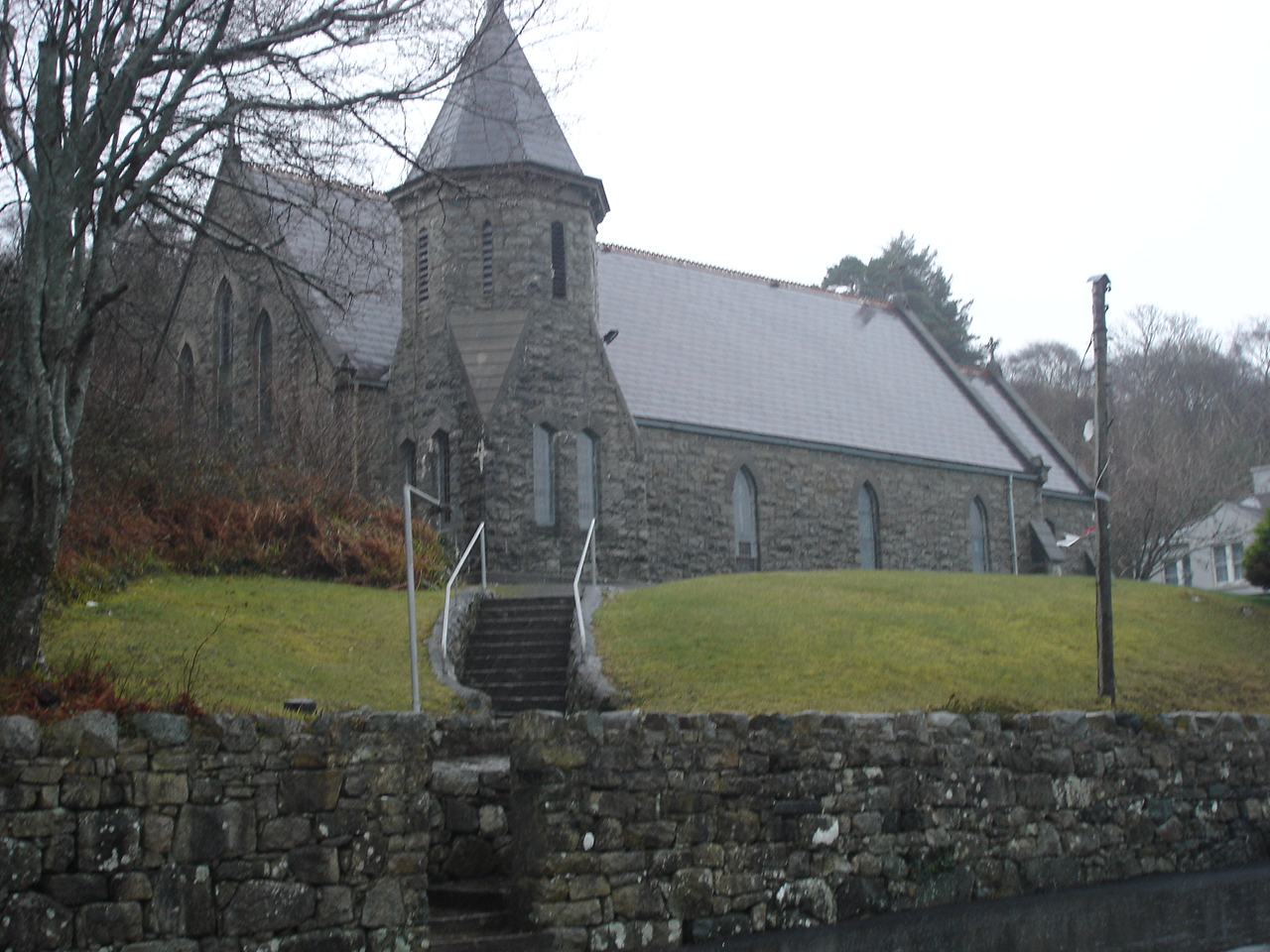
La iglesia de Cashel.

Cashel (en irlandés: An Caiseal) es un pueblo del condado de Galway, en la República de Irlanda.
Cashel se sitúa al oeste de la Isla de Irlanda, en el Connemara; esta a cincuenta kilómetros al oeste de Galway, y a unos 15 km al sureste de Clifden (la capital histórica del Connemara).

## Historia
El nombre Cashel procede de una fuerte circular cuyos vestigios se encuentran sobre las cuestas de una montaña que se sitúa alrededor de un kilómetro al noreste del pueblo.
Al oeste se encuentra Toombeola Bridge, donde se puede ver los vestigios del Dominican Abbey, que se fundó en 1427 por uno de los miembros del clan O'Flaherty, que controló Connemara hasta la toma de poder por Jacobo II de Inglaterra.

## Anécdota
En 1969, el General de Gaulle pasó dos semanas en el Cashel House Hotel, hotel de lujo situado en el pueblo, después de su dimisión de la Presidencia de Francia.

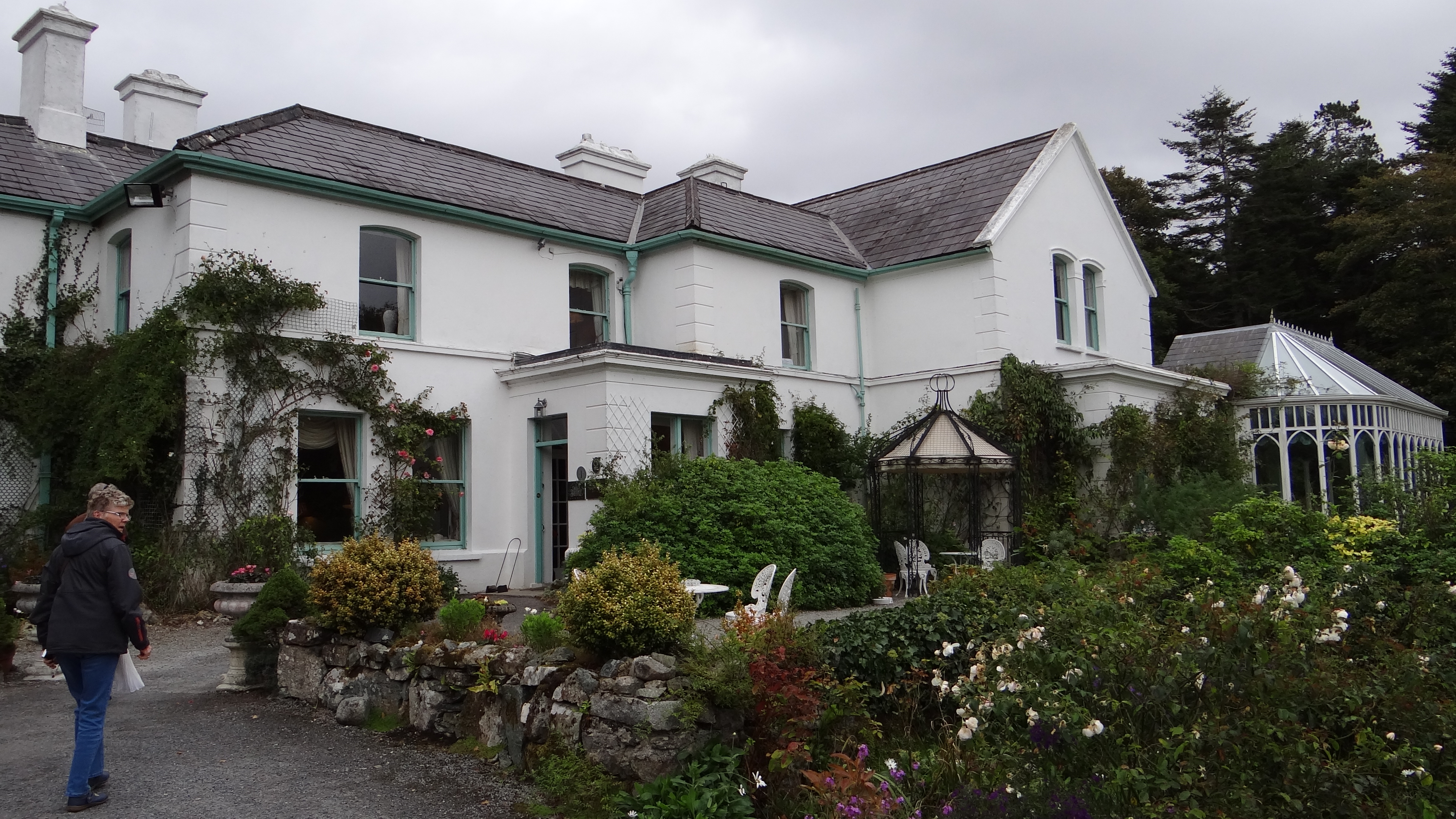
Cashel House Hotel
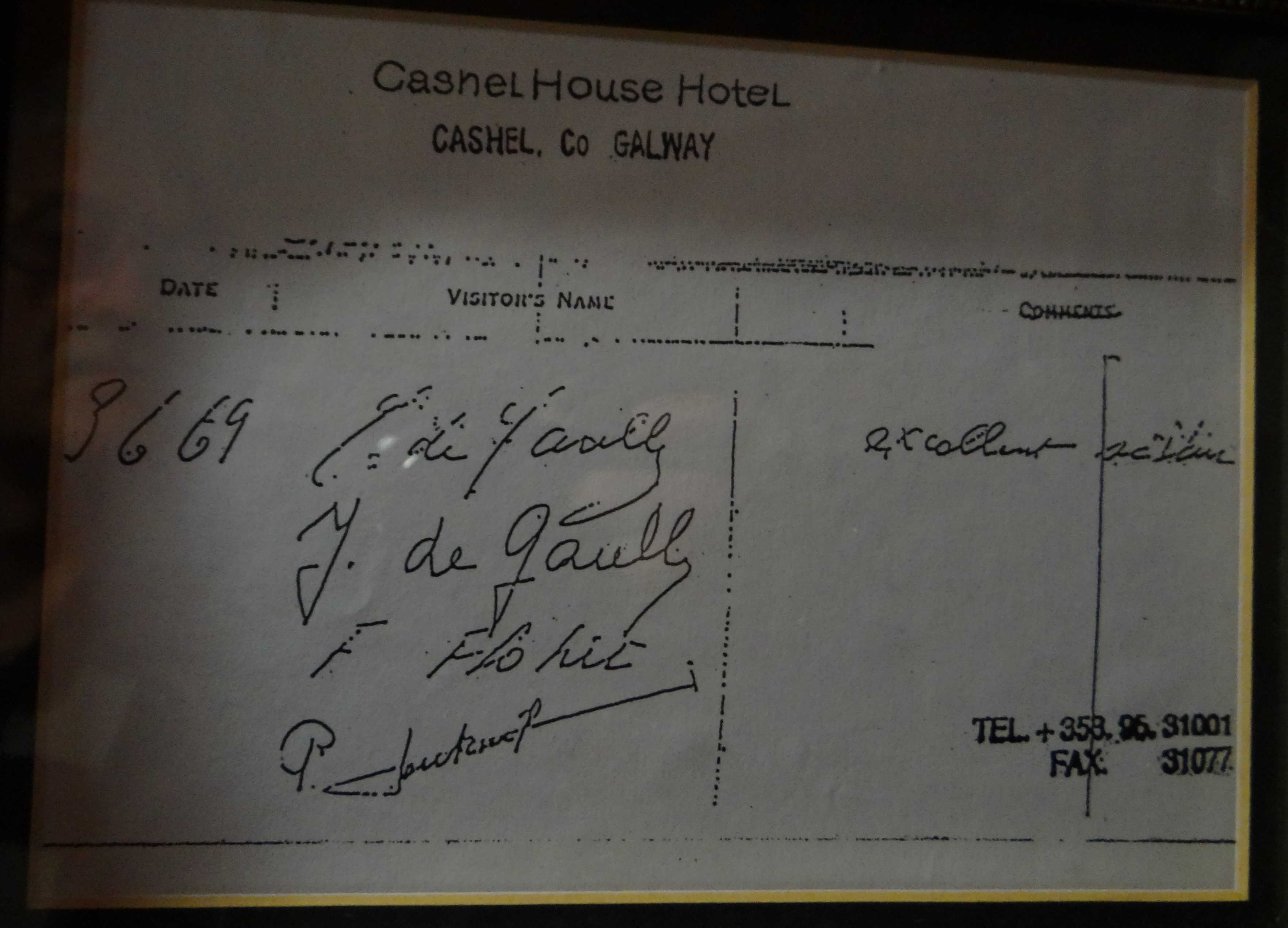
Firma del general el 3 de junio de 1969
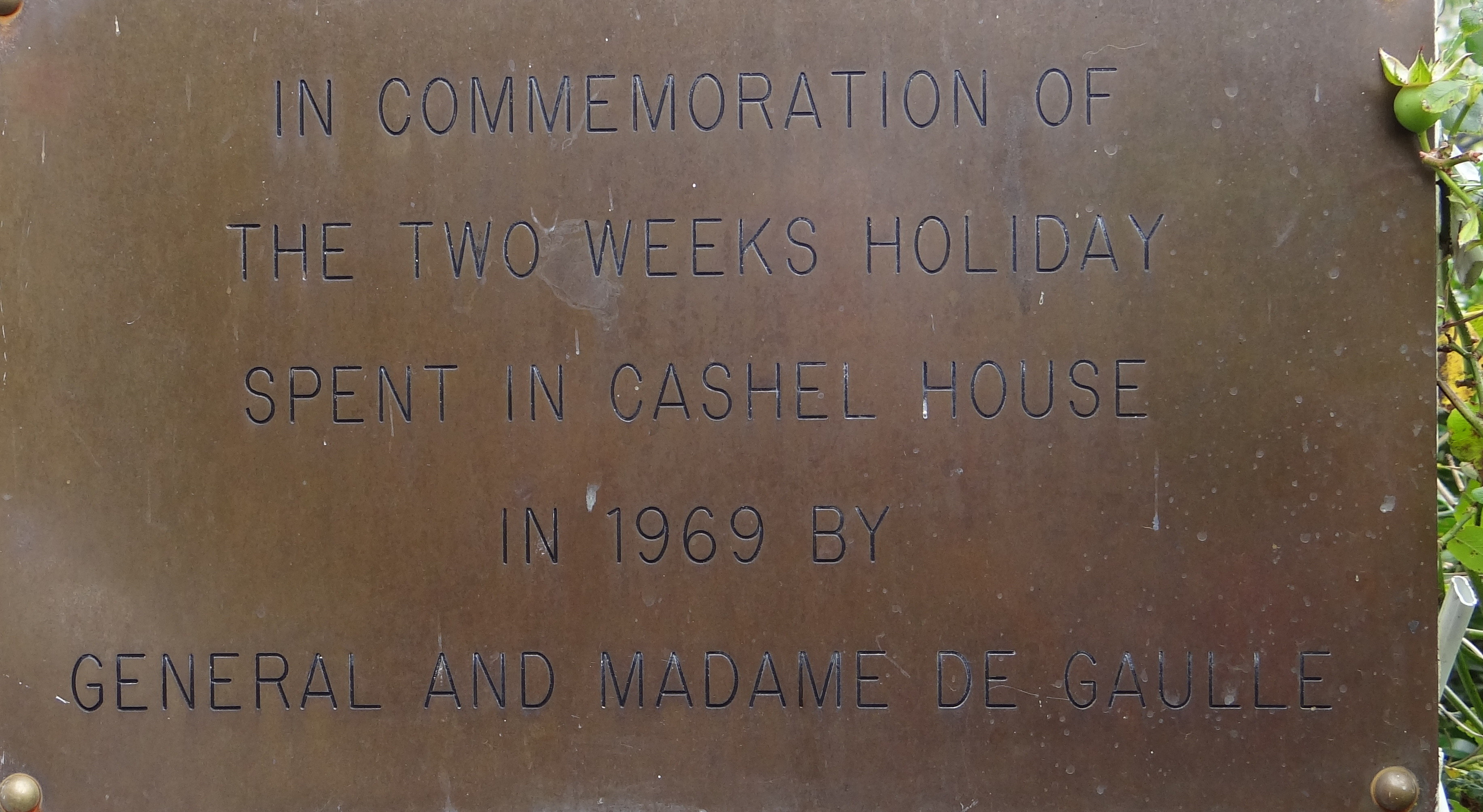
Placa conmemorativa de la visita de Charles de Gaulle

## Enlaces y referencias
1. ↑  (en inglés) http://www.connemaraireland.com/cashel/

- Wikimedia Commons alberga una categoría multimedia sobre Cashel.

- Datos: Q1025573
- Multimedia: Cashel, County Galway / Q1025573